# Xysticus japenus
Xysticus japenus là một loài nhện trong họ Thomisidae.
Loài này thuộc chi Xysticus. Xysticus japenus được Carl Friedrich Roewer miêu tả năm 1938.